# Ana María Catalá Fernández
Ana María Catalá Fernández (Madrid, 20 de juliol de 1993) és una jugadora de futbol espanyola. Juga de defensa i el seu equip actual és el Rayo Vallecano. També ha jugat en el Madrid CFF.

## Trajectòria
El seu primer equip de la categoria Sub-17 femenina va ser el Rayo Vallecano, jugant tant el filial, Rayo Vallecano B, com en el primer equip.
Al mateix temps va formar part de la Selecció madrilenya i va jugar amb la selecció espanyola Sub-17.
L'any 2016, als 23 anys, va fitxar pel Madrid CFF, equip en el qual va estar fins a l'any 2020, quan va tornar al Rayo Vallecano.
Finalment, l'any 2021 es va retirar de l'esport per a dedicar-se a una altra professió.

### Internacional
| Any     | Partits | Targetes | Targetes |
| Any     | Partits | Groga    | Vermella |
| ------- | ------- | -------- | -------- |
| 2019-20 | 9       | 0        | 0        |
| 2018-19 | 23      | 0        | 1        |
| 2017-18 | 29      | 2        | 0        |

El gol d'Ana María en el partit de la selecció espanyola Sub-17 contra Irlanda el 2010 li va valer el títol al Campionat Europeu Femení Sub-17 de la UEFA a Espanya.
| Any  | Seu    | Campió  | Resultat final | Subcampió | Tercer lloc | Resultat | Quart lloc    |
| ---- | ------ | ------- | -------------- | --------- | ----------- | -------- | ------------- |
| 2010 | Suïssa | Espanya | 0:0 (4-1 p.p.) | Irlanda   | Alemanya    | 3:0      | Països Baixos |

Va participar en el Mundial Sub-17 disputat en Trinitat i Tobago l'any 2010, a on la selecció espanyola va aconseguir un 3r. lloc.

## Altres accions
El 28 de desembre va participar en 'Goles por la Igualdad by Finetwork LaLiga F', on es van jugar dos partits de fútbol per a concienciar en la falta d'inversió de l'esport femení i en concret per les diferències entre el futbol masculí i femení.